# Condado de Gallatin (Kentucky)
El condado de Gallatin (en inglés: Gallatin County), fundado en 1798, es uno de 120 condados del estado estadounidense de Kentucky. En el año 2000, el condado tenía una población de 7,870 habitantes y una densidad poblacional de 31 personas por km². La sede del condado es Warsaw.

## Geografía
Según la Oficina del Censo, el condado tiene un área total de 272 km² (105 mi²), de la cual 256 km² (98,8 mi²) es tierra y 16 km² (6,2 mi²) (5.61%) es agua.

### Condados adyacentes
- Condado de Switzerland, Indiana (norte)
- Condado de Boone (noreste)
- Condado de Grant (sureste)
- Condado de Owen (sur)
- Condado de Carroll (oeste)

## Demografía
Según la Oficina del Censo en 2000, los ingresos medios por hogar en el condado eran de $36,422, y los ingresos medios por familia eran $41,136. Los hombres tenían unos ingresos medios de $32,081 frente a los $21,803 para las mujeres. La renta per cápita para el condado era de $16,416. Alrededor del 13.40% de la población estaban por debajo del umbral de pobreza.

## Localidades
- Glencoe
- Sparta
- Warsaw